# Oncidium imitans
Oncidium imitans är en orkidéart som beskrevs av Robert Louis Dressler. Oncidium imitans ingår i släktet Oncidium och familjen orkidéer. Inga underarter finns listade i Catalogue of Life.